# Chris Kelly
Chris Kelly (nascut el 7 de setembre de 1983) és un escriptor i director estatunidenc conegut pel seu treball a Saturday Night Live, i per escriure i dirigir la pel·lícula autobiogràfica Other People que es va estrenar al Sundance Film Festival de 2016. Ha rebut cinc nominacions als premis Emmy pel seu treball a SNL.

## Carrera
Kelly va créixer a Sacramento, Califòrnia, fill de Joanne née Kellogg (1960–2009) Kelly. Té una germana, Janelle, i una mitja germana, Katie, del nou matrimoni de la seva mare. Es va graduar a la Sheldon High School. Va estudiar a la UC Irvine. Va ser director i de l'equip de guionistes a Funny or Die i Onion News Network, l'últim dels quals va guanyar el Peabody Award de 2009. També va ser guionista en cap de l'especial de Matt Besser de Comedy Central This Show Will Get You High el 2010. Kelly també va actuar a la UCBNY amb el seu espectacle de contes Chris Kelly: America's Princess Diana, i abans d'això, va escriure, dirigir i protagonitzar l'obra Oh My God, I Heard You're Dying! Va formar part de diversos equips de Maude com a escriptor i actor, inclòs Stone Cold Fox, 27 Kidneys, i Thunder Gulch, i va ser monologuista freqüent a ASSSSCAT tant a Nova York com a LA.

### Saturday Night Live
Kelly va ser un escriptor supervisor de Saturday Night Live després d'haver-se unit al programa com a guionista de la 37a temporada. i promogut a escriptor supervisor a la 40a temporada. Juntament amb la seva companya d'escriptura de SNL, Sarah Schneider, Kelly ha creat molts esquetx com "(Do It On My) Twin Bed," "Back Home Ballers," "The Beygency" (amb Beyoncé), i "First Got Horny 2 U." Ell i Schneider van escriure principalment per a Aidy Bryant i Kate McKinnon, inclòs "Dyke and Fats." Kelly ha estat nominat a cinc Primetime Emmy Award pel seu treball a SNL.
L'agost de 2016, es va anunciar que Kelly i Schneider serien co-guionistes de la 42a temporada de SNL. Kelly was the first openly gay head writer of SNL. Kelly va ser el primer escriptor en cap obertament gai de SNL.

### Broad City
Kelly també és escriptor i productor consultor a Broad City de Comedy Central, fet que li va valdre una nominació al premi per sèrie de comèdia als Writers Guild of America Awards. Autoconfessat fan de la sèrie web Broad City, es va unir al programa com a guionista i productor consultor quan es va seleccionar com a sèrie a Comedy Central.

### The Other Two
Juntament amb el coguionista de SNL Schneider, Kelly és el creador i productor executiu (juntament amb Lorne Michaels) de The Other Two, que es va estrenar el 24 de gener de 2019 a Comedy Central. Les estrelles del xou són Drew Tarver, Heléne Yorke, Molly Shannon, Ken Marino, i Case Walker.

### Cinema
Kelly va escriure i dirigir el seu primer llargmetratge, Other People, que es va estrenar a la franja d'obertura del Sundance Film Festival de 2016. La pel·lícula tracta sobre un escriptor de comèdia en dificultats (interpretat per Jesse Plemons), que acaba de trencar amb el seu xicot i es muda de la ciutat de Nova York a Sacramento per ajudar la seva mare malalta (interpretada per Molly Shannon). Ha de viure amb el seu pare conservador i el seu petit sters per primera vegada en molts anys i se sent com un estrany a la casa de la seva infància. A mesura que la salut de la seva mare es deteriora, David intenta extreure sentit de la terrible experiència i convèncer tothom que està bé. La pel·lícula es basa vagament en la seva pròpia vida a partir de la seva experiència de perdre la seva mare a causa del càncer el 2009. Va ser etiquetat com un dels "13 directors nou per veure" a Sundance a 2016.

## Vida personal
Kelly viu actualment a Los Angeles amb el seu xicot i el seu gos, Jill.

## Premis i nominacions
Kelly va rebre els següents premis i nominacions:

### Premi Peabody
- Premi Peabody 2009 - Onion News Network (guanyador)[19]

### Premis Primetime Emmys
- 2012 Premi Primetime Emmy per a la millor escriptura per a una sèrie de varietats - Saturday Night Live (nominada)
- Premi Primetime Emmy 2013 a la millor escriptura per a una sèrie de varietats - Saturday Night Live (nominada)
- Premi Primetime Emmy 2014 a la millor escriptura per a una sèrie de varietats - Saturday Night Live (nominada)
- Premi Primetime Emmy 2015 a la millor escriptura per a una sèrie de varietats - Saturday Night Live (nominada)
- 2015 Premi Primetime Emmy al millor especial de varietats, música o comèdia - Saturday Night Live 40th Anniversary Special (nominat)

### Writers Guild of America Award
- Premi del Sindicat d'Escriptors d'Amèrica del 2012 per a la televisió: comèdia/varietat (incloent converses) - Sèrie - Saturday Night Live (nominada)
- Premi del Sindicat d'Escriptors d'Amèrica del 2013 per a la televisió: comèdia/varietat (incloent converses) - Sèrie - Saturday Night Live (nominada)
- Premi del Sindicat d'Escriptors d'Amèrica del 2014 per a la televisió: comèdia/varietat (incloent converses) - Sèrie - Saturday Night Live (nominada)
- Premi del Sindicat d'Escriptors d'Amèrica del 2015 per a la televisió: comèdia/varietat (incloent converses) - Sèrie - Saturday Night Live (nominada)
- Premi del Sindicat d'Escriptors d'Amèrica del 2015 per a la televisió: sèrie de comèdia - Broad City (nominada)[12]